# Rodolfo González Pacheco
 Rodolfo González Pacheco (Tandil, 4 de mayo de 1883- Buenos Aires, 5 de julio de 1949) fue un dramaturgo, director de teatro, periodista y orador anarquista argentino. Editor del periódico anarquista La Antorcha, fundador del "Teatro de Ideas".

## Primeros años
Nació en Tandil, Provincia de Buenos Aires en 1882. Luego de leer a Bakunin, Kropotkin y Malatesta, se adscribió a las ideas anarquistas. Así lo relataba:

"La culpa es de unos agitadores que disfrazados de marineros y vendedores de casimires de contrabando llegaron una tarde a la estancia de mis padres, en los primeros años de este siglo. Yo era un hijo de papá, un aprendiz de gaucho, mujeriego en los bailes de rancho y pendenciero en las reuniones de pulpería. Respetado por los gauchos que veían en mí más que al mozo guapo a un protegido de los milicos porque era hijo de estanciero. Aquellos falsos contrabandistas pidieron permiso para pernoctar, y de acuerdo con la costumbre hospitalaria de nuestra pampa, se les dio carne asada y catres para pasar la noche. Al día siguiente, cuando se fueron, uno de los peones me trajo una colección de folletos que los forasteros se habían olvidado en el galpón, repartidos estratégicamente para que se pudieran hallar después de irse... eran pensamientos de Bakunin, de Kropotkin, de Pietro Gori, de Malatesta. Al leerlos, fue la primera vez que advertí que en el mundo había algo más que las ginebras, guitarras y carreras cuadreras. Había gente que se preocupaba por sus congéneres. Y que mi vida era canallesca comparada con la nobleza y los sentimientos de esa gente...".
Rodolfo González Pacheco

## Militancia
En 1906 fundó junto con Federico Gutiérrez (un expolicía pasado a las filas anarquistas) el periódico satírico La Mentira. En 1908 fundó Germinal con Teodoro Antillí; ambos dirigieron La Batalla en 1910. Fue a partir de esos años colaborador de La Protesta. En 1911 editó el periódico Alberdi con Apolinario Barrera. En ese año fue encarcelado unos meses en el Penal de Ushuaia. 
Una vez en libertad, fundó el periódico Libre Palabra con Tito Livio Foppa y El Manifiesto con Antillí, en 1911. Ese mismo año se embarcó para México a colaborar con los magonistas en la Revolución Mexicana; regresó a la Argentina en 1914. En 1917 editó La Obra, periódico de la agrupación anarquista homónima. En 1919 publicó una colección antológica de misceláneas y artículos breves, Carteles es su obra más famosa, en dos tomos. 
En 1920 fundó otro periódico anarquista, El Libertario y al año siguiente sacó a la calle La Antorcha. Este periódico polemizaría con La Protesta sobre la actitud a tomar frente a lo que se denominó Anarquismo expropiador, particularmente con las posturas de Diego Abad de Santillán y Emilio López Arango. Las actividades de acción directa violentas a veces eran apoyadas y nunca condenadas por el periódico de González Pacheco, mientras que La Protesta tenía una actitud claramente contraria a los anarquistas expropiadores. En este contexto, en 1926 fue condenado a 6 meses de prisión por apología del atentado de Kurt Wilckens, quien mató a Héctor Benigno Varela, jefe militar de la represión de obreros rurales en huelga en Santa Cruz, sucesos conocidos como la Patagonia trágica. Luego del golpe de José Félix Uriburu fue encerrado en la Cárcel de Villa Devoto durante 8 meses. Allí escribió el drama Juana y Juan. 
Fue partícipe activo en las campañas por la liberación de Sacco y Vanzetti y Simón Radowitzky. Fue activista y conferencista en Argentina, Uruguay, Paraguay, Chile, México, Cuba y España, país al que viajó durante la guerra civil española de 1936. Allí dirigió la revista Teatro Social y junto con Guillermo Bosquets fundó la Compañía del teatro del pueblo. En 1938 editó sus Carteles de España. Regresó a la Argentina luego de la derrota republicana.

## Actividad cultural y literaria
En 1907 publicó Rasgos, su primer libro, de prosa y poesía. En 1916 se estrenó su obra Las Víboras, y en 1917 Pablo Podestá puso en escena su drama La Inundación. 
En 1920 la compañía Muiño-Alippi presentó su obra Magdalena. En 1921 estrenó en el Teatro Boedo su obra Hijos del Pueblo. En 1922 se presentó El Sembrador y en 1924 Hermano Lobo. En julio de 1926 se estrenó Natividad. El 3 de junio de 1927 fue estrenada A Contramano y un año después El hombre de la plaza pública, ambas interpretadas por Enrique Muiño. El 1 de abril de 1929 estrenó en Rosario El Grillo, el 4 de junio de 1931 Juana y Juan y en 1936 Compañeros, en Montevideo. 
Luego de retornar de España, se estrenaron Manos de luz (1940) y Cuando aquí había reyes (1941). En colaboración con Pedro E. Pico escribió las piezas Nace un pueblo, Juan de Dios, milico y paisano, etc. 
González Pacheco fue uno de los pioneros de la cinematografía argentina, colaborando con Hugo Mac Dougall en el guion de Tres hombres del río que dirigió Mario Soffici que mereció el Premio Cóndor Académico de la Academia de Artes y Ciencias Cinematográficas de la Argentina al mejor argumento original de 1943.

### Publicaciones anarquistas
- Carteles, tomos I y II.
- Con sus colaboraciones para periódicos anarquistas (Germinal, La Mentira, La Protesta, La Batalla, La Antorcha, Campana Nueva, La Obra, Tribuna Proletaria, etc.). Textos breves, de contenido sentimental, moralista e incendiario, y fuerte crítica.

## Filmografía
Guionista
- Tres hombres del río (1943)

## Obras teatrales
- Las víboras, (1916), su primera obra teatral.
- La inundación.
- Magdalena.
- Hijos del pueblo.
- El sembrador.
- Hermano Lobo.
- Natividad.
- A Contramano.¨
- Cuando aquí había reyes.
- Manos de luz
- Juana y Juan
- El hombre de la plaza pública
- El grillo
- El cura
- Compañeros